# Trnkov
Trnkov (em húngaro: Kiskökény) é um município da Eslováquia, situado no distrito de Prešov, na região de Prešov. Tem 1,79 km² de área e sua população em 2018 foi estimada em 243 habitantes.

## Demografia
| Ano:        | 1994 | 2004    | 2014    | 2024    |
| ----------- | ---- | ------- | ------- | ------- |
| Broj ljudi: | 181  | 207     | 228     | 333     |
| Razlika:    |      | +14,36% | +10,14% | +46,05% |

| Ano:               | 2023 | 2024   |
| ------------------ | ---- | ------ |
| Número de pessoas: | 308  | 333    |
| Diferença:         |      | +8,11% |